# Josef Hawle
Josef Hawle (* 28. Februar 1948 in München) ist ein deutscher Künstler, Maler und Grafiker mit zahlreichen Ausstellungen im In- und Ausland und über 100 Landschaftsbildern aus dem Raum Köln und Umgebung. Er zählt zu den profiliertesten Vertretern der zeitgenössischen naiven Malerei in Deutschland.

## Leben
Der Vater von Josef Hawle stammte aus Lundenburg, die Mutter aus Voitelsbrunn. Seine Eltern flohen 1945 ohne Besitz aus dem Sudetenland nach Deutschland. 1946 wird der ältere Sohn Gerhard geboren. 1948 kommt Josef Hawle in München zur Welt. 1951 siedelt sich die Familie Hawle in Troisdorf in Nordrhein-Westfalen an.
1968 beginnt Hawle ein Grafik-Design Studium an den Kölner Werkschulen und macht seinen Abschluss als grad. Grafik-Designer an der Fachhochschule für Kunst und Design in Köln. Im Anschluss daran besucht er die Meisterkurse im grafischen Gewerbe und erhält 1972 seinen Ausbildungs-Meisterbrief als Schriftsetzermeister durch die Industrie- und Handelskammer zu Köln. Danach arbeitet er bis 1973 als freiberuflicher Grafiker in verschiedenen Werbeagenturen. Er entwirft und gestaltet unter anderem Bühnenbilder für Theater- und Musikgruppen.
1973 erhält er eine Festanstellung als Grafik-Designer und entwirft für Industrie und Agenturen Arbeiten im Bereich Design, Display und Illustration. 1986 entwirft er für den Musiker Herbert Grönemeyer dessen bekanntes Cover für das Label EMI zum erfolgreichen Album „ö“.
Seit 1976 schafft Hawle auch Werke im surrealistischen Stil. 1977 beginnt er mit Gemälden in der Naiven Malerei. Es entstehen erste Motive aus der Umgebung und aus verschiedenen Traumbildern. Im Jahr 1979 hat er seine erste öffentliche Ausstellung in Troisdorf. Danach folgen zahlreiche Werke und weitere Ausstellungen im In- und Ausland.
Neben Gemälde-Ausstellungen und Arbeiten als Künstler von Holzskulpturen entstehen auch regelmäßig Arbeiten für die öffentliche Hand. So entstanden zahlreiche Fassadenmalereien für Gebäude und öffentliche Einrichtungen in den Städten Troisdorf, Siegburg und anderen Städten im Rhein-Sieg Kreis.
Darüber hinaus entwirft Hawle auch zahlreiche künstlerische Motive für Bücher, Unicef-Karten, (darunter auch ein Bild mit der Troisdorfer Burg Wissem im Jahre 1983 für die Unicef-Postkartenserie), SOS-Kinderdorf-Karten, Schmuckdosen, Kalender, Landschafts- und Städte-Plakate, Postkartenserien, Weihnachtskarten, Münzen, Tassen oder CDs.

## Rezeption
„Das Städtebild an der Fassade spiegelt die Partnerstädte Troisdorfs in verspielt wirkenden Häuserzeilen wider. Naive Malerei des Troisdorfer Malers und Grafikers Josef Hawle.“

Josef Hawle hat im Laufe seines künstlerischen Schaffens seinen eigenen, charakteristischen Stil entwickelt. Seit 1986 ist er als freiberuflicher Künstler tätig. Hawle lebt und arbeitet in Troisdorf.

## Ausstellungen (Auswahl)
- Siegburg, Stadtmuseum
- Troisdorf, Bilderbuch Museum
- Hamburg, Galerie Raschke
- Brühl, Rathaus Galerie